# Cuauhtémoc Amezcua Dromundo
Cuauhtémoc Amezcua Dromundo (Ciudad de México, 4 de julio de 1938) es un político mexicano de izquierda, que fue miembro del Partido Popular Socialista y actualmente es primer secretario del Partido Popular Socialista de México, versión refundada del anterior partido y que no cuenta con registro legal.
Es licenciado en Ciencias de la Comunicación y maestro en Ciencias Políticas por la Universidad Nacional Autónoma de México, fue en tres ocasiones diputado federal por el PPS, a la LI Legislatura de 1979 a 1982, a la LIII Legislatura de 1985 a 1988 y a la Lv Legislatura de 1991 a 1994, además fue Senador suplente por el Distrito Federal, ejerció el cargo cuando el titular, Porfirio Muñoz Ledo solicitó licencia al cargo.
Miembro del PPS desde 1957 perteneció a su Comité Central y a la Dirección Nacional, 1997 encabezó la oposición interna al entonces primer secretario, Manuel Fernández Flores, quien fue acusado de entregar al partido a los intereses de la derecha. Tras la pérdida del registro legal en las Elecciones de 1997 Cuauhtémoc Amezcua dirigió la refundación del partido, que llevó a su nueva denominación, el Partido Popular Socialista de México.